# Łazar Szackin
Łazar Abramowicz Szackin (ros. Ла́зарь Абра́мович Ша́цкин, ur. 1902 w Suwałkach, zm. 10 stycznia 1937) – radziecki polityk, działacz partyjny i komsomolski.

## Życiorys
Urodzony w rodzinie żydowskiej, miał wykształcenie średnie, w maju 1917 wstąpił do SDPRR, był jednym z założycieli Moskiewskiego Związku Młodzieży Robotniczej „III Międzynarodówka”, 1918 walczył na Froncie Południowym. Od 4 października 1918 do 11 października 1922 członek KC Komsomołu, 1919-1923 członek, a 1919-1921 sekretarz Komitetu Wykonawczego Komunistycznej Międzynarodówki Młodzieży, od sierpnia 1920 do czerwca 1921 członek Komitetu Wykonawczego Kominternu. Od grudnia 1920 do września 1921 członek KC, a od 28 września 1921 do 4 kwietnia 1922 przewodniczący KC Komsomołu, 1922-1924 sekretarz Komitetu Wykonawczego Komunistycznej Międzynarodówki Młodzieży, od czerwca 1922 do lipca 1928 członek Komitetu Wykonawczego Kominternu, w tym od grudnia 1922 do października 1923 członek Prezydium Komitetu Wykonawczego Kominternu. Od czerwca 1925 do 1926 studiował w Instytucie Czerwonej Profesury, od 22 marca 1926 do 5 maja 1928 członek KC Komsomołu, od grudnia 1926 do lipca 1928 ponownie członek Prezydium Komitetu Wykonawczego Kominternu, 1927-1928 sekretarz Komitetu Wykonawczego Komunistycznej Międzynarodówki Młodzieży. Od 19 grudnia 1927 do 1 grudnia 1930 członek Centralnej Komisji Kontrolnej WKP(b), od 1928 do 22 lipca 1929 członek kolegium redakcyjnego gazety „Prawda”, od 1929 kierownik Wydziału Agitacyjno-Propagandowego Niżniewołżańskiego Komitetu Krajowego WKP(b), do listopada 1930 szef Niżniewołżańskiego Krajowego Zarządu Rolnictwa. Od listopada 1930 do listopada 1932 pracownik Centralnego Związku Spółdzielczości Konsumenckiej (Centrosojuza), 1932-1934 zastępca dyrektora Taszkienckiego Instytutu Planowego, 1934-1935 dyrektor Instytutu Badań Ekonomicznych.
10 lutego 1935 aresztowany, 16 marca 1935 skazany na 5 lat pozbawienia wolności. W drugiej połowie 1936 ponownie aresztowany, 10 stycznia 1937 skazany na śmierć przez Wojskowe Kolegium Sądy Najwyższego ZSRR pod zarzutem działalności w kontrrewolucyjnej organizacji terrorystycznej i rozstrzelany. 15 marca 1963 pośmiertnie zrehabilitowany.